# Вайян, Огюст
Огюст Вайян (Вальян; фр. Auguste Vaillant; 1861—1894) — французский анархист, казнённый за совершённый им теракт в зале заседаний Национального собрания Франции во время заседания 9 декабря 1893 года.

## Биография
Огюст Вайян родился 27 декабря 1861 года в городе Мезьере в департаменте Арденны.
Первый раз Огюста судили и посадили в тюрьму, когда ему было тринадцать лет — за безбилетный проезд на транспорте.

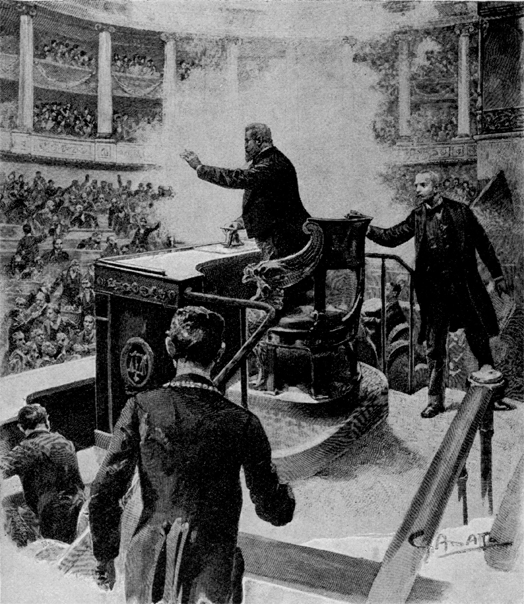
Иллюстрация из журнала «Le Petit Parisiensi», 1894

Во время покушения в парламенте он бросил самодельное взрывное устройство с мест для публики и был немедленно арестован. Бомба была настолько слаба, что только причинила незначительные ранения двадцати депутатам, никого не убив. Вайян утверждал, что и не собирался никого убивать, а только ранить как можно больше представителей власти в виде мести за Равашоля.
Вайян был приговорён к смерти. Последними его словами перед казнью, состоявшейся 5 февраля 1894 года в Париже, стали: «Смерть буржуазии! Да здравствует анархия!».
Поступок Вайяна вдохновил террористов Эмиля Анри и Санте Казерио.
Ответной реакцией французского правительства стало принятие репрессивных чрезвычайных законов против анархистов, ограничивающих свободу печати в стране («Злодейские законы»).
Существует предположение, что Вайян был использован французской полицией, заинтересованной в принятии чрезвычайных законов (взрывное устройство было собрано полицейскими провокаторами).